# A Korean Air 007-es járatának lelövése
A Korean Air Lines 007-es járatán (rövidítve KAL 007) repülő Boeing 747-es repülőgépét 1983. szeptember 1-jén hajnalban lőtte le a Szovjet Honi Légvédelem (PVO) egyik Szu–15TM típusú elfogóvadász repülőgépe.
A gépen utazó 269 ember, közöttük egy amerikai kongresszusi képviselő, meghalt. A repülőgép New Yorkból, a John Fitzgerald Kennedy nemzetközi repülőtérről tartott Szöulba, egy anchorage-i (Alaszka) megállóval. Útja a Csendes-óceán északi részén vezetett, de a tervezett útvonaltól, valószínűleg a tehetetlenségi navigációs rendszer hibája miatt, egyre jobban eltért nyugati irányban. Átrepült a szigorúan titkosnak számító, katonai létesítményekkel teli Kamcsatka-félsziget légterén, ahol az eltérés már 300 km volt, majd az Ohotszki-tenger felett is. A Szahalin sziget déli része felett fogták el a szovjet vadászgépek, majd az egyik két R–98-as rakétával lelőtte. Az incidens a szovjet–amerikai kapcsolatok elhidegülését eredményezte hosszú időre.
A repülőgép durva navigációs hibáját valószínűleg az okozta, hogy tehetetlenségi navigációs rendszerének (INS) giroszkópjait nem a gép álló helyzetében pörgették föl, hanem már gurulás közben, így a hosszú repülés alatt a gép sebességéhez hozzáadódott a gurulás sebessége. A szovjet légvédelem ideges reakcióját valószínűleg az okozta, hogy azon az éjszakán egy RT–2PM Topol interkontinentális ballisztikus rakéta próbaindítását tervezték, amivel megsértették a SALT II szerződést. A térségben korábban egy RC–135-ös rádióelektronikai felderítő repülőgép járőrözött, az orosz állítás szerint ezzel tévesztették össze a Boeing 747-est.

## Repülési események és rádióforgalmazások időrendi sorrendben
Az itt leírt eseménysorozat több forrás összefésülése alapján készült. A katonai irányítás egyes lényegtelen célravezetési parancsait, üzemanyagállási beszámolóit és a parancsnoki állások közötti rutin rádióforgalmazást az olvashatóság érdekében az eseménysor nem tartalmazza.
| Beszélő                                    | Szöveg forrása                                           |
| ------------------------------------------ | -------------------------------------------------------- |
| Szovjet földi irányítás és parancsnokságok | 1993-as orosz szöveg                                     |
| Szovjet vadászpilóták                      | 1983-as amerikai-japán lehallgatás,/1993-as orosz szöveg |
| KAL 007 pilótafülke / utastér              | 1993-as feketedoboz                                      |
| KAL 007 rádióadás                          | Légiirányítás felvétele                                  |
| Tokió/Anchorage légiirányítás              | Légiirányítás felvétele/feketedoboz-hangfelvétel         |
| Egyéb                                      | Radar/Légiirányítás/feketedoboz-adatfelvétel             |

| Idő (GMT)         | Megjegyzés |
| ----------------- | --- |

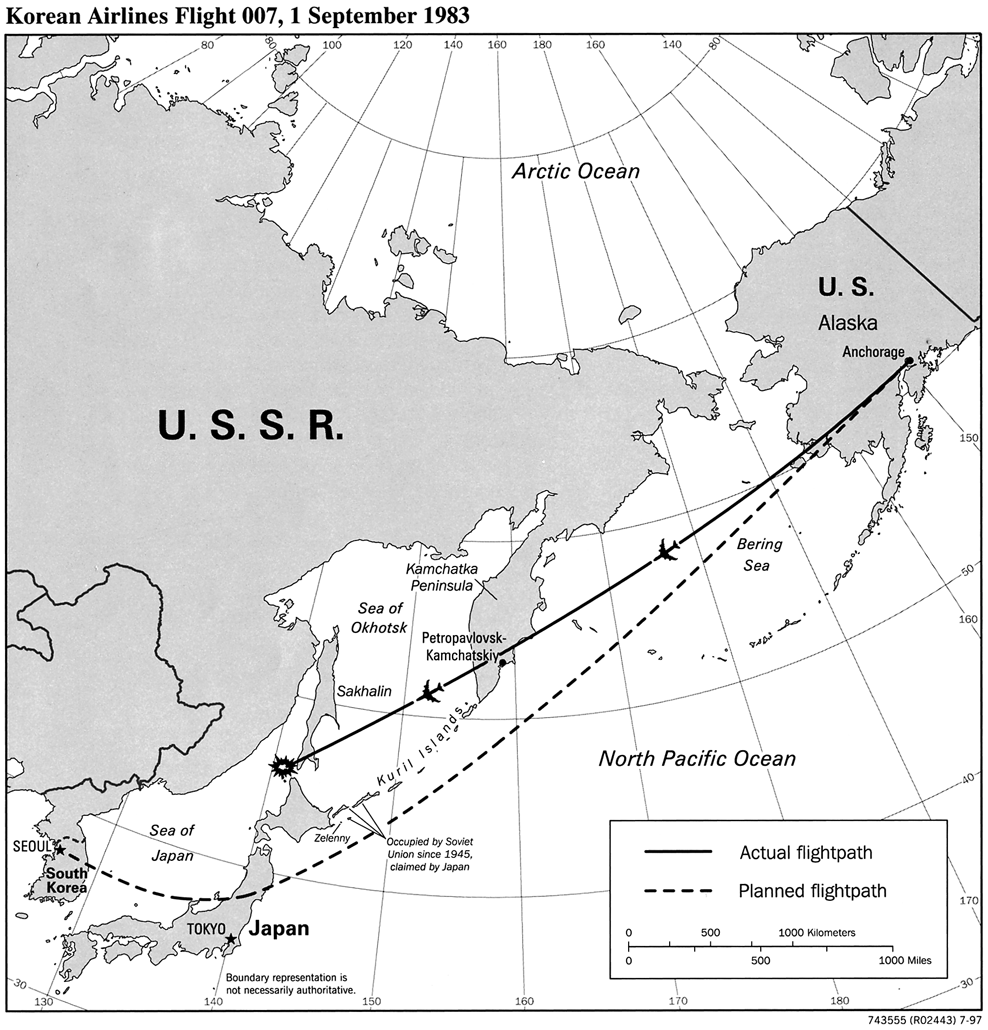
A repülőgép tervezett (szaggatott vonal) és tényleges útvonala

| 12:50:12          | A gép megkapja az anchorage-i felszállási engedélyt KAL 007: "Korean 007, szöuli 310-es magassághoz kér engedélyt" |
| 12:50:18          | Anchorage torony: "Korean Air 007 heavy, engedélyt kap Szöul felé az indulásra, felszállás az Anchorage nyolcas indulás irányába, utána útvonalengedély szerint emelkedjen 310-es magasságra [31 000 láb, 9400 m]; indulási frekvencia 118,6; a squawk [gépazonosító transzponder-kód] 6072. |
| 12:50:34          | KAL 007: "Korean 007 engedélyt kapott Szöul felé; Anchorage nyolcas indulás, 310-es magasságra emelkedés, 1186 6072" |
| 12:50:43          | Anchorage torony: "Korean 007 heavy, a visszaolvasás stimmel" |
| 12:58:33          | KAL 007: "Korean 007 készen áll a felszállásra" |
| 12:58:36          | Anchorage torony: "Korean 007 heavy vettem; indulási frekvencia 118,3 lesz, ugyanaz, mint a toronynál; engedélyt kap a felszállásra, 32-es kifutópálya". |
| 13:01:12          | Torony: "Korean 007 heavy, itt Anchorage indulás. Látjuk a radaron - emelkedjen 310-es magasságra és forduljon balra 220 fokra" |
| 13:01:22          | KAL 007: "220-at vettem, 310-re emelkedést vettem" |
| 13:03:07          | A pilóta 220 fokra állítja az robotpilótát és bekapcsolja. |
| 13:03:30          | A pilóta valószínűleg itt választotta ki az INS navigációs módot. |
| 13:27:50          | A gép elhagyja az anchorage-i polgári radar hatótávolságát Torony: "Korean Air 007, a radaros szolgáltatás már nem elérhető. Lépjen kapcsolatba a központtal a 125,2-n, jó reggelt kívánok" |
| 13:27:53          | KAL 007: "Itt a KAL007 a kettő öt kettőn, jó reggelt" |
| 13:28:01          | A KAL 007 eléri a 31 000 láb / 9400 m magasságot: "Anchorage központ, itt a Korean Air 007, jó reggelt. 310 felé haladva most léptük át a 300-at" |
| 13:28:06          | Torony: "Korean Air 007 vettem, jelentkezzen ha elérte Bethelt" |
| 13:28:11          | KAL 007: "Jelentkezem Bethelnél, vettem" |
| 13:30             | A KAL 007 a Cairn-hegységnél 9 km-re tért el az útvonalától . |
| 13:50             | A KAL 007 Bethelnél 20 km-re tért el az útvonalától. |
| 13:50:09          | A KAL 007 jelenti, hogy elérte Bethelt: "Anchorage, itt a Korean Air 007" |
| 13:50:12          | Torony: "Korean Air 007, hallgatom" |
| 13:50:14          | KAL 007: "007-es Bethelnél 49-en, 310-es magasságon. NABIE becslés: 1430 219,0 mínusz 49295, 25-ös átló" (A King Salamon katonai radar szerint a KAL 007 ekkor már 20 km-re tért el az útvonalától) |
| 13:50:28          | Torony: "Korean Air 007 vettem, jelentkezzen Anchorage-nél 1278-on, ha elérte NABIE-t" |
| 13:50:33          | KAL 007: "1278, vettem" |
| 13:50:42          | Torony: "Hallgatom" |
| 13:50:43          | A KAL 015, amely a KAL 007 után 15 perccel szállt fel és szintén a Romeo 20-as útvonalon repül, URH-n jelenti a 007-es pozícióját a NABIE felett az anchorage-i irányításnak, mivel a 007-es ekkor már túl messze van az URH használatához: "A Korean Air 007 azt mondja, hogy elérte NABIE-t, 1430 TJ" |
| 15:51             | A KAL 007 a Kamcsatkai-félsziget felett belépett a szovjet légtérbe. |
| 17:45             | A KAL 007 az Ohotszki-tenger felett kilépett a szovjet légtérből és ismét nemzetközi légtérben haladt. |
| 17:49             | Szolodkov százados: "Két pilótát küldtünk fel, a parancsnok a parancsnokságon van, nem tudjuk, hogy most mi történik, egyenesen a [Szahalin] felé tart, a Tyerpenyije-öböl felé, ez nekem nagyon gyanús, az ellenség nem lehet ennyire hülye, lehet hogy ez a mienk?" |
| 17:53             | Az első dokumentált lelövési parancs. Anatolij Kornyukov tábornok, a Szahalin-szigeten található Szokol légitámaszpont parancsnoka szól Valerij Kamenszkij tábornoknak, a távol-keleti katonai körzet parancsnokának: "...egyszerűen semmisítsük meg, még akkor is, ha semleges vizek felett repül? Az a parancs, hogy semleges vizek felett semmisítsük meg? Hát, jó." |
| 17:54:26          | A fedélzeti hangrögzítő (az egyik feketedoboz) a repülés utolsó fél óráját rögzíti, és folyamatosan felülírja a korábbi eseményeket. A KAL 007 hangrögzítő szalagja és adatrögzítő szalagja a 18:26:02-kor bekövetkezett rakétarobbanás után 1 perc 44 másodperccel leáll, bár a gép utána még több, mint 10 percig repül. Itt kezdődik a KAL 007 utolsó fél órájának hangfelvétele: |
| 17:54:26          | Pilótafülke: "A közelmúltban volt valamilyen hosszabb repülése?" |
| 17:54:28          | Pilótafülke: "Néha volt" |
| 17:54:30          | Pilótafülke: "Jól hangzik. Ha jól tudom, akkor Park főpilóta néha repül hosszabb távon, de Lee főpilóta..." |
| 18:00             | A földi irányítás parancsot kap arra, hogyan vezesse a vadászgépeket a koreai utasszállító felé Kornyukov: "Közelítse meg, hozza Oszipovicsot a megfelelő távolságra. Ne támadja meg a célt hátulról, ne támadja meg a farok felől, tartson oldalra." Kozlov [vadászgép-irányítás, Szokol légitámaszpont]: "Értettem, végrehajtom." Kornyukov: "Ne felejtse, a célnak gépágyúi vannak hátul" Kozlov: "Vettem, végrehajtom. A vadászgép számára gyorsabb, amikor a cél belép a száz kilométeres azonosítási zónába." Kozlov: "Értem" |
| 18:04-05          | Az útjáról letért KAL 007 és az útján haladó KAL 015 összehasonlítják a szélsebességet és irányt. A KAL 015 hátszélben repül, a KAL 007 pedig ellenszélben. KAL 015: "Öh, mi itt váratlanul erős hátszelet kaptunk. Ott mennyi a szél és merről?" KAL 007: "206. Kérdezze meg tőle, hogy hány csomó?..." KAL 007: "Ah! Hogy ott mennyi van! Nekünk még mindig szembeszelünk van, 215 fokon 15 csomó." KAL 015: "Tényleg? Az útvonalengedély szerint a szél 360 fokról kb. 15 csomó." KAL 007: "Hát, lehet hogy most így van." |
| 18:05:53          | A 805-ös hívójelű Oszipovics őrnagy a Szu-15-ösében elfogta a KAL 007-et: "240 fok felé haladok" |
| 18:05:56          | Oszipovics: "Megfigyelés." |
| 18:08             | Kozlov (Szokol légibázis bevetési irányítója): "Látja a célt" Kornyukov: "Látja? Hány kondenzcsík jön ki belőle?" Kozlov: "Mondja még egyszer, Kornyukov: hány kondenzcsík látható? Ha négy, akkor az egy RC-135 lesz." |
| 18:11:30-39       | KAL 007 pilótafülke: "Hallottam, hogy van pénzváltó az ön repterén." "A reptéri pénzváltó? Milyen valutáról van szó?" "Dollárt kellene koreai pénzre váltani." "A belföldi épületben is van egy, a belföldiben is van." |
| 18:11             | Tyitovnyin légiirányító: "Látja a célt, 805?" |
| 18:11             | Oszipovics: "Vizuálisan is látom és a képernyőn is". |
| 18:11             | Tyitovnyin alezredes: "Rendben, jelentsen ha a rakéta befogta a célt". |
| 18:12             | Kornukov: "Geraszimenko!" Geraszimenko alezredes (41. vadászezred parancsnoksága): "Igen" Kornyukov: "Mit nem értett meg? Azt mondtam, hogy 4 kilométerre, 4-5 kilométerre közelítse meg, azonosítsa a célt. Megértette, hogy fegyverhaszálatra fog sor kerülni, és maga továbbra is 10 kilométeren tartja a pilótát. Továbbítsa neki a parancsot!" |
| 18:12             | A Wakkanai-i radaron először látszik a KAL 007. |
| 18:13:05          | Oszipovics: "Látom. Befogtam a célt." |
| 18:13             | Kornyukov tábornok: "Csajka" (a távol-keleti katonai körzet légvédelmi erőinek hívójele). Tyitovnyin: "Igen elvtársam. Látja a gépet a radarképernyőn, látja a radaron. Befogta a célt, befogta a célt." |
| 18:13:26          | Oszipovics: "A cél nem válaszol a felhívásra." |
| 18:13             | Tyitovnyin: 805, a cél haladási iránya 240 fok? |
| 18:13:35          | Oszipovics: "Megerősítem, a cél 240 fokos irányba halad." |
| 18:13             | Tyitovnyin: Vettem, élesítse a fegyvereit! |
| 18:13             | Oszipovics: Bekapcsoltam |
| 18:14             | Kornyukov tábornok to Kamenszkij tábornoknak: "Kamenszkij tábornok elvtárs, jó reggelt! Helyzetjelentés: a 60-65-ös cél a Terpenyije-öböl felett halad [Szahalin-sziget keleti partja] 240 fokos irányban, 30 kilométerre az államhatártól. A szokoli vadászgép 6 kilométerre van. A célt befogta, a fegyvereket parancsra élesítette. A cél nem válaszol az azonosítási felhívásokra. A célt vizuálisan nem lehet azonosítani, mert még sötét van, de a célt befogta." Kamenszkij tábornok: "Ki kell deríteni, lehet ez valami civil gép, vagy Isten tudja kicsoda." Kornyukov: "Milyen civil? Átrepült Kamcsatka felett! Azonosítás nélkül jött be az óceán felől. Kiadom a tűzparancsot, ha átlépi az államhatárt." |
| 18:14:59          | A KAL 007 kapcsolatba lépett a tokiói légiforgalmi irányítással, hogy engedélyt kérjen 35 000 lábra / 10 500 méterre emelkedni. |
| 18:14:59          | KAL 007: "Tokió rádió, itt a Korean Air 007" |
| 18:15             | Tyitovnyin: "Majsztrenko ezredes elvtárs, itt Tyitovnyin." Majsztrenko ezredes (operatív ügyeleti tiszt, harcirányítási központ): "Igen". Tyitovnyin: "A parancsnok azt parancsolta, hogy a célt meg kell semmisíteni, ha megsértette az államhatárt." Majsztrenko: "...Lehet, hogy utasszállító. Minden megfelelő lépést meg kell tenni az azonosításra." Tyitovnyin: "Azonosítás folyamatban van, de a pilóta nem lát. Sötét van. Még most is sötét van." Majsztrenko: "Jól van, rendben. A feladat megfelelő. Ha nincsen kivilágítva, akkor nem lehet utasszállító gép." |
| 18:15:03          | Tokió rádió: "Korean Air 007, itt Tokió" |
| 18:15:07          | KAL 007: "Korean Air 007 engedélyt kér 350-re emelkedésre" |
| 18:15:13          | Tokió rádió: "Engedélyt kér 350-re?" |
| 18:15:15          | KAL 007: "Megerősítem, most 330-on vagyunk, itt Korean Air 007" |
| 18:15:19          | Tokió rádió: "Értem, várjon a válaszra!" |
| 18:15:21          | KAL 007: "Vettem" |
| 18:15:21          | Pilótafülke: "Istenem, ez a rádió nagyon rossz!" |
| 18:15:52          | [Hallható morzeadás kezdete] |
| 18:17:44          | KAL 007: "Korean Air 007, irányított rádióhívás" |
| 18:20:11          | Tokió rádió: "Korean Air 007. Tokió torony engedélyezi, hogy a Korean Air 007 350-re emelkedjen" |
| 18:20:21          | KAL 007: "Vettem, Korean Air 007 most megkezdi az emelkedést 350-re." |
| 18:20:28          | Tokió rádió: "Tokió nyugtázza." |
| 18:21:35          | Oszipovics: "Igen, megközelítem a célt. Közelebb megyek." |
| 18:21:35          | Oszipovics: "A cél navigációs fénye villog. 2 kilométerre megközelítettem a célt." |
| 18:21:40          | Oszipovics: "A cél 10 000 méteren van." |
| 18:21:55          | Oszipovics: "Mi a parancsom?" |
| 18:22:02          | Az emelkedés közben a KAL 007 lelassult, az üldöző vadászgép ezért mellé került. Oszipovics: "A cél lelassított." |
| 18:22:17          | Oszipovics: "Megkerülöm, már a cél előtt vagyok." |
| 18:22:17          | Tyitovnyin: "805, gyorsítson" |
| 18:22:23          | Oszipovics: "Növeltem a sebességemet" |
| 18:22:23          | Tyitovnyin: "A cél is felgyorsított?" |
| 18:22:29          | Oszipovics: "Nem, lassít." |
| 18:22:29          | Tyitovnyin: "805, tüzeljen a célra!" |
| 18:22:42          | Oszipovics: "Hamarabb kellett volna. Hogy tudom üldözni? Már a cél mellett vagyok." |
| 18:22:42          | Tyitovnyin: "Vettem, ha lehet, kerüljön támadási helyzetbe!" |
| 18:22:55          | Oszipovics: "Most le kell maradnom a céltól." |
| 18:21-22          | Kornyukov: "Geraszimenko, hagyják abba a parancsnokságon a szórakozást, mi ez a zaj? Megismétlem a bevetési feladatot: rakétaindítás a 60-65-ös célra." Geraszimenko: "Értettem" Kornyukov: "Végrehajtani és hozza ide Taraszovot. Vegye irányítása alá a szmirnyihi MiG-23-ast, 163-as hívójel, a 163-as hívójel a cél mögött van. Semmisítsék meg a célt!" Geraszimenko: "A feladatot megkaptam. 60-65-ös célt rakétatűzzel megsemmisíteni, szmirnyihi vadászgépet irányítani." Kornyukov: "Hajtsa végre a feladatot, a célt megsemmisíteni!" |
| 18:22:55          | Kornyukov tábornok: "Hogy az a [káromkodás], mennyi ideig tart ennek támadási helyzetbe kerülni, máris a semleges légtérben lesz? Utánégetőt bekapcsolni. Hozzák be a MiG-23-ast is... Amíg maguk itt pazarolják az időt a cél kirepül." Tyitovnyin: "805, gépágyúval próbálja meg a cél megsemmisítését!" |
| 18:22:56          | A Boeing jelenti a légiirányításnak, hogy elérte az új magasságot KAL 007: "Tokió rádió, itt Korean Air 007, elértük a 350-es szintet". |
| 18:23:37          | Oszipovics: "Lemaradok, megpróbálom a rakétát." |
| 18:23:37          | Tyitovnyin: "Vettem." |
| 18:23:49          | MiG-23 (163): "Tizenkét kilométerre a céltól. Mindkét gépet látom." |
| 18:23:37          | Tyitovnyin: "805, cél megközelítése és megsemmisítése." |
| 18:24:22          | Oszipovics: "Vettem, a célt befogtam." |
| 18:24:22          | Tyitovnyin: "805, megközelítette a célt?" |
| 18:25:11          | Oszipovics: "Közeledem a célhoz, befogtam a célt, távolság 8 kilométer." |
| 18:25:11          | Tyitovnyin: "Utánégetőt, utánégetőt, 805!" |
| 18:25:16          | Oszipovics: "Már bekapcsoltam." |
| 18:25:16          | Tyitovnyin: "Tűz!" |
| 18:25:46          | Oszipovics: "Z.G." (alacsony üzemanyagszintet jelző lámpa) |
| 18:26:02          | Pilótafülke: [Robbanás hangja?] |
| 18:26:06          | Főpilóta: "Mi történt?" |
| 18:26:08          | Másodpilóta: "Mit?" |
| 18:26:10          | Főpilóta: "Gázkart vissza." |
| 18:26:11          | Másodpilóta: "Hajtóművek rendben." |
| 18:26:14          | Főpilóta: "Futóművek." |
| 18:26:15          | Pilótafülke: [Magassági figyelmeztető hang] |
| 18:26:17          | Captain: "Futóművek." |
| 18:26:18          | Cockpit: [Magassági eltérésre figyelmeztető hang] |
| 18:26:20          | Oszipovics: "Végrehajtottam az indítást." |
| 18:26             | Kornyukov: "Nos, mit hallanak ott" Geraszimenko: "Elindította a rakétát" Kornyukov: "Nem értettem" Geraszimenko: "Elindította a rakétát" Kornyukov: "Elindította a rakétát, akkor kövesse a célt, kövesse a célt, a maguk gépét vonják vissza a támadásból és vigyék oda a MiG-23-at." |
| 18:26:21          | Pilótafülke: [Robotpilóta kikapcsolásra figyelmeztető hang] |
| 18:26:22          | Főpilóta: "A magasság egyre nő, a magasság egyre nő, a fékszárnyak kint vannak." [A repülési adatrögzítő szerint a fékszárnyak nem nyíltak ki] |
| 18:26:22          | Oszipovics őrnagy tévesen azt jelenti, hogy a Boeing megsemmisült Oszipovics: "A cél megsemmisült." |
| 18:26:22          | Tyitovnyin: "A támadást beszüntetni, térjen ki jobbra, 360 fok irányba." |
| 18:26:26          | Másodpilóta: "Mi van? Mi van?" |
| 18:26:27          | Oszipovics: "Támadást beszüntetem." |
| 18:26:27          | Pilótafülke: [érthetetlen] |
| 18:26:29          | Főpilóta: "Nézzen utána." |
| 18:26:33          | Főpilóta: "Nem tudok lejjebb süllyedni." |
| 18:26:33          | MiG-23: "Mi a parancsom?" |
| 18:26:34          | Utastéri hangosbeszélő: "Figyelem, vészsüllyedés" |
| 18:26:38          | Utastéri hangosbeszélő: "Figyelem, vészsüllyedés" |
| 18:26:38          | Személyzet: "Nő a magasság." |
| 18:26:40          | Személyzet: "Ez így nem megy, ez így nem megy." |
| 18:26:41          | Személyzet: "Kézi vezérléssel." |
| 18:26:42          | Személyzet: "Nem lehet kézivel." |
| 18:26:42          | Utastéri hangosbeszélő: "Figyelem, vészsüllyedés" |
| 18:26:43          | Pilótafülke: [robotpilóta kikapcsolására figyelmeztető hang] A digitális repülési adatrögzítő szalagok ICAO általi feldolgozásából kiderül, hogy a robotpilótát ekkor kikapcsolták és megkezdődött a gép kézi irányítása. A KAL 007 megkezdi a süllyedést. |
| 18:26:45          | Másodpilóta: "A hajtóművek rendben vannak, kapitány" |
| 18:26:46          | Utastéri hangosbeszélő: "Oltsák el a cigarettájukat. Ez vészsüllyedés!" |
| 18:26:47          | MiG-23: "A szárnytartály fénye kigyulladt. Üzemanyag-különbség 600 liter." |
| 18:26:48          | Pilótafülke: [érthetetlen] |
| 18:26:49          | Utastéri hangosbeszélő: "Oltsák el a cigarettájukat. Ez vészsüllyedés!" |
| 18:26:50          | Főpilóta: "Ez most akkor erőkompresszió?" |
| 18:26:51          | Fedélzeti mérnök: "Az?" |
| 18:26:52          | Utastéri hangosbeszélő: "Oltsák el a cigarettájukat. Ez vészsüllyedés!" |
| 18:26:52          | Fedélzeti mérnök: "Mindkettő mindegyike." |
| 18:26:53          | Oszipovics: "Maradék üzemanyag 1600" |
| 18:26:54          | Főpilóta: "Az?" |
| 18:26:55          | Utastéri hangosbeszélő: "Helyezze a maszkot az orrára és a szájára és rögzítse a szalagot." |
| 18:26:57          | Másodpilóta: "Tokió rádió, itt a Korean Air 007." |
| 18:26             | A szovjet parancsnokságnak feltűnik, hogy a cél nem semmisült meg. Novoszelckij alezredes: "Nos, hát akkor mi is történik most, mi a gond, ki vezette célra, ha befogta a célt, miért nem lőtte le?" |
| 18:27:01          | Utastéri hangosbeszélő: "Helyezze a maszkot az orrára és a szájára és rögzítse a szalagot." |
| 18:27:01          | Oszipovics: "Végrehajtom a parancsot. Mennyi a távolság a repülőtérig?" |
| 18:27:02          | Tokió rádió: "Korean Air 007, itt Tokió." |
| 18:27:04          | "Az adás közben jól hallható légzés arra utal, hogy a beszélő oxigénmaszkot viselt" Másodpilóta: "Vettem, itt a Korean Air 007...öh, akadt egy..." |
| 18:27:05          | Oszipovics: "Vettem" |
| 18:27:08          | Utastéri hangosbeszélő: "Helyezze a maszkot az orrára és a szájára és rögzítse a szalagot." |
| 18:27:08          | MiG-23: "Milyen irányba?" |
| 18:27:09          | Fedélzeti mérnök: "Összes kompresszió." |
| 18:27:10          | Főpilóta: "Gyors kabinnyomás-csökkenés, süllyedés ezerre." |
| 18:27:15          | Utastéri hangosbeszélő: "Figyelem, vészsüllyedés." |
| 18:27:20          | A digitális repülési adatrögzítő szalagjai alapján az ICAO grafikonja azt mutatja, hogy egy süllyedési fázis és egy 10 másodperces "orral felfelé" tartó repülés után a KAL 007 tartja a magasságát a rakétarobbanás előtti 35 000 lábas magasságon. A hossziránti gyorsulás visszatért a rakétarobbanás előtti nullás értékre, a légsebesség visszatért a robbanás előtti értékre. A függőleges tengely körüli szitáló mozgás a robbanáskor kezdődött, majd a szalag végéig tartó 1 perc 44 másodperces idő alatt egyre csökkenő mértéket mutatott |
| 18:27:20          | Fedélzeti mérnök: "Ezt most... be kell állítani." |
| 18:27:21          | Tokió rádió: "Korean Air 007, ellenőrizze a rádiót a 10048-on." |
| 18:27:23          | Utastéri hangosbeszélő: "Figyelem, vészsüllyedés." |
| 18:27:23          | Fedélzeti mérnök: "Sebesség." |
| 18:27:26          | Fedélzeti mérnök: "Pillanat, pillanat, pillanat, most." |
| 18:27:27          | Utastéri hangosbeszélő: "Oltsák el a cigarettájukat. Ez vészsüllyedés!" |
| 18:27:29          | MiG-23: "Végrehajtom a bal fordulót 180 fokra. Magasság 7500 méter." |
| 18:27:30          | Utastéri hangosbeszélő: "Oltsák el a cigarettájukat. Ez vészsüllyedés!" |
| 18:27:33          | Utastéri hangosbeszélő: "Oltsák el a cigarettájukat. Ez vészsüllyedés!" |
| 18:27:38          | Utastéri hangosbeszélő: "Helyezze a maszkot az orrára és a szájára és rögzítse a szalagot." |
| 18:27:43          | Utastéri hangosbeszélő: "Helyezze a maszkot az orrára és a szájára és rögzítse..." |
| 18:27:46          | Vége a fedélzeti hangrögzítésnek |
| 18:27:53          | MiG-23: "150 fokra, értettem." |
| 18:27             | Kornyukov: "Oszipovics látta a rakéták robbanását? Halló?" Geraszimenko: "Két rakétát lőtt ki." Kornyukov: "Kérdezze meg, kérdezze meg tőle maga, a hármas csatornán, és kérdezze meg Oszipovicsot, hogy látott vagy nem látott robbanást?" Geraszimenko: "Azonnal" Geraszimenko" "805, egy vagy két rakétát indított?" |
| 18:28:05          | Oszipovics: "Mindkettőt kilőttem" |
| 18:28:08          | Tokió rádió - KAL 007: (Irányított rádióhívás a KAL 007 számára) |
| 18:28:20          | MiG-23: "Vettem, 150 fok, 7500" |
| 18:28:26          | Tokió rádió-KAL 007: (Irányított rádióhívás a KAL 007 számára) |
| 18:28:29          | MiG-23: "Végrehajtom a 210 fokra való fordulást" |
| 18:28:35          | MiG-23: "Végrehajtottam" |
| 18:28:40          | Tokió rádió-KAL 007: (Irányított rádióhívás a KAL 007 számára) |
| 18:28:51          | MiG-23: "Vettem, 210 fok, 8000 méter" |
| 18:28             | Geraszimenko: "A cél északra fordult." Kornyukov: "A cél északra fordult?" Geraszimenko: "Igen" Kornyukov: "Küldje oda a MiG-23-ast és semmisítse meg!" |
| 18:28:52          | Tokió rádió-KAL 007: Korean Air 007, itt Tokió |
| 18:29:12          | Tokió rádió-KAL 007: Korean Air 007, itt Tokió |
| 18:29             | Kornyukov: Na, értem, de nem értem az eredményt, miért repül a cél? Rakétákat lőttek ki rá. Miért repül a cél? [káromkodás] Na mi van?" Na, én kérdezem, adja parancsba az irányítónak, mi magukkal a baj? Elfelejtették hogyan kell beszélni? Geraszimenko: Én adtam a parancsot a vezérkari főnöknek, a vezérkari főnök az irányítónak, és az irányító pedig... Kornyukov (18:30): Na és mennyi idő kell ahhoz, hogy ez az információ körbe érjen, most akkor nem lehet megkérdezni, hogy mi lett a rakétaindítás eredménye, vagy mit nem lehet ezen érteni? |
| 18:29:13          | A szovjet pilóták sikertelenül kutatnak a KAL 007 roncsa után |
| 18:29:13          | MiG-23 pilóta (a célról): "Nem, nem látom." |
| 18:29:20          | Tokió rádió-KAL 007: (Irányított rádióhívás a KAL 007 számára) |
| 18:29:21          | MiG-23 "Végrehajtom a fordulót 360 fokra." |
| 18:29:50          | MiG-23 "Értem, 360 fokra fordulok." |
| 18:30:00          | Tokió rádió-KAL 007: (Irányított rádióhívás a KAL 007 számára) |
| 18:30             | A KAL 007-et legutoljára a Wakkanai-i radar 5000 méteres magasságban látta |
| 18:30-34/35       | A KAL 007 még majdnem öt percen át tartja az 5000 méteres magasságot, amíg el nem éri a Moneron-szigetet. |
| 18:30:42          | Tokió rádió-KAL 007: (Irányított rádióhívás a KAL 007 számára) |
| 18:31:04-28       | Tokió rádió-KAL 015: Értettem. Megpróbálná elérni a Korean Air 007-et és... ööö, továbbítani nekünk az ő pozícióját? KAL 015: Értettem, kérem várjon KAL 015-KAL 007: 007, itt KAL 015 |
| 18:32-33          | Kornyukov: Magasság, mi a vadászunk magassága és mi a cél magassága?... Gyorsan, a cél magasságát és a vadászgép magasságát!... Miért nem mondanak semmit se?... Geraszimenko! Geraszimenko: Kérdezem... Kornyukov: Gyerünk gyerekek, ez egy igazi célpont. Halló, Masztak, Masztak, Masztak, Masztak [hívójel] |
| 18:33:05          | KAL 015-Tokió rádió: Tokió, itt a Korean Air 015 |
| 18:33/34          | A KAL 007-et egy szovjet radar 5000 méteres magasságon látta, a Moneron-sziget feletti spirális süllyedés kezdetekor. Geraszimenko: "A cél magassága 5000." Kornyukov: "Máris 5000" Geraszimenko: "Igen, balra kanyarodik, most jobbra, úgy néz ki, süllyed." |
| 18:33:08-18:35:06 | Tokió rádió- KAL 015: Korean Air 015, hallgatom KAL 015-Tokió rádió: Nem tudtam kapcsolatba lépni a Korean Air 007-tel Tokió rádió-KAL 015: Öh, használjon URH-t, vétel KAL 015-Tokió rádió: Öh értettem KAL 015-KAL 007: Korean Air 007, itt a 015, Korean Air 007, itt a 015 KAL 015-Tokió rádió: Tokió, a Korean Air 015 nem tudott kapcsolatba lépni |
| 18:34             | Kornyukov: "Semmisítsék meg, használják a MiG-23-t, azt mondtam semmisítsék meg!" |
| 18:34             | Geraszimenko: "Értettem, megsemmisíteni." |
| 18:34             | Kornyukov: "Na, hol az a vadászgép, milyen messze van a céltól?" |
| 18:34             | Geraszimenko: "Tábornok elvtárs, nem látják a célt." |
| 18:34             | Kornyukov: "Nem látják a célt?" |
| 18:35             | A KAL 007-et követi a szovjet radar miközben az spirálban 5000 méter alá süllyed a Moneron-sziget felett. |
| 18:35:54          | 121-es hívójel: "Nem, nem látom" |
| 18:36             | Kornyukov: "...tudják a távolságot, tudják hol van a cél, Moneron felett..." |
| 18:38:37          | MiG-23: "Nem látok itt semmit se, most néztem." |
| 18:38             | Tyitovnyin: "Tábornok elvtárs, Moneron körzetében elvesztették a célt." |
| 18:38             | Novoszeleckij: "Moneron térségében?" |
| 18:38             | Tyitovnyin: "A pilóták nem látják, se az egyik, se a másik. A rádiósok azt jelentették, hogy kilövés után a cél Moneron felett jobbfordulóba kezdett." |
| 18:38             | Novoszeleckij: "Aha." |
| 18:38             | Tyitovnyin: "Süllyed. És Moneron felett nyomát vesztették." |
| 18:38             | A KAL 007 eltűnik a radarenyőkről, nagyjából 12 perccel a támadás után. A Komszomolszk-na-Amurje radarállomás személyzete jelentette, hogy 1000 méteres magasság alatt eltűnt a KAL 007, mivel ennél kisebb magasságon a radar már nem képes a célkövetésre. |
| 18:38:37          | Az első szovjet pilóta megismétli: "Nem látok itt semmit, most néztem." Az alacsony üzemanyagszint miatt a szovjet vadászgépek visszatérnek a támaszpontjukra anélkül, hogy látták volna a cél maradványait. |
| 18:39             | Novoszeleckij: Szóval ez a feladat. Azt mondják, hogy újra megsértette az államhatárt? Tyitovnyin: Nos, hát most Moneron körzetében van, a mi területünk felett. Novoszeleckij: Kapják el, kapják el! Gyerünk, küldjék oda a MiG-23-at. Tyitovnyin: Értettem. A MiG-23 a környéken van, 5000-re süllyed. A parancsa: észlelés után megsemmisítés. |
| 18:40:11          | MiG-23: "Nem tudom meghatározni a felhőalapot. A felhők alattam vannak, én 2000 méteren vagyok." |
| 18:41             | Kornyukov: Na, akkor most mi a helyzet. A MiG-23 jelentett valamit, látja a célt vagy nem? Hozza le 4000-re, nézzen szemmel és radarral. |
| 18:41:17          | Tokió rádió-KAL 007: (Irányított rádióhívás a KAL 007 számára) |
| 18:41:55          | Tokió rádió utolsó kapcsolatfelvételi kísérlete Tokió rádió-KAL 007: Korean Air 007, itt Tokió rádió, ha hall engem, rádión álljon át a 127,6-ra, 127,6 |
| 18:45             | Azonosítatlan beszélők: "Mondja még egyszer, "Nem hallom tisztán", "Ő adta a parancsot, halló, halló, halló", "Igen, igen", "Iván Mojszejevics adta a parancsot. Tretyak.", "Vettem, vettem", "Az ő parancsára történt a fegyverhasználat." [Iván Mojszejevics Tretyak a távolkeleti katonai körzet parancsnoka] |
| 18:47             | Novoszeleckij alezredes, a szmirnyihi légibázison állomásozó 41. vadászgépezred parancsnoka parancsára a KGB határőrség hajói és a dél-szahalini Komutovo légitámaszpont mentőhelikopterei elindulnak. Novoszeleckij: "Készítse elő az összes helikopterjét, mentőhelikoptereket." Tyitovnyin: "Mentőhelikoptereket?" Novoszeleckij: "Igen, és valószínűleg egy flottát is kell majd küldeni oda, ahol a célt elvesztettük." Tyitovnyin: "Értettem. Ezt a maguk kutatási-mentési egysége csinálja? A parancsot a CSAJKA hívóneven [távol-keleti katonai körzet légvédelmi erői] adja ki, ezredes elvtárs, mert Komutovo nem hozzánk tartozik, ahogy Novoalekszandrovszkij sem. Itt nincs semmink." Novoszeleckij: "Rendben" Tyitovnyin: "Novoalekszandrovszkijt készenlétbe kell hozni, és Komutovót is. A KGB és a határőrség Komutovón van." |
| 18:53             | Kornyukov: "Mi történt, nem semmisítették meg?" |
| 18:53             | Oszipovics: "A cél eltűnt, de valahogy lassan süllyedt... vagy meghibásodott, vagy megsérült, Moneron körzetében eltűnt, most senki se látja. Úgy tűnik, hogy sikerült semlegesíteni." |
| 18:53             | Kornyukov: "Értettem, nagyon jó, majd mi folytatjuk." |
| 18:53             | Oszipovics: "Aha, értettem" |
| 18:55             | A Moneron közelében tartózkodó összes polgári hajót a Tretyak tábornok alá tartozó Sztrogov tábornok parancsára egyenesen Moneronhoz parancsolnak. Sztrogov: "Maga [káromkodás], bezáratom egy őrbódéba. Miért nem veszi fel a telefont? Tyitovnyin: "Tábornok elvtárs, itt mindenki nagyon elfoglalt" Sztrogov: "Nincs maguknak ott semmi, amivel elfoglaltak legyenek... Még hogy elfoglalt. Miféle baromság ez? És Kornyukov meg hol van? Tyitovnyin: "Kornyukov itt van." Sztrogov: "Adja neki a telefont!" Tyitovnyin: "Egy pillanat tábornok elvtárs, éppen Kamenszkijnek jelent." [távol-keleti katonai körzet légvédelmi erőinek parancsnoka] Sztrogov: "Na akkor most ezt kell csinálni. Hívja fel ezeket a [káromkodás], ezeket a matrózokat, mi a [káromkodás]?" Tyitovnyin: "Határőröket?" Sztrogov: "He?" Tyitovnyin: "Határőröket?" Sztrogov: "Hát, azokat a civil matrózokat" Tyitovnyin: "Értettem" Sztrogov: "A határőröket. Milyen hajóink vannak a Moneron-sziget mellett? Ha civil hajók, azonnal küldje oda őket" Tyyitovnin: "Értettem, tábornok elvtárs" |
| 18:56             | A japánok megkezdik a kutatást és mentést 18:56-kor, harminc perccel azután, hogy a KAL 007-est a NOKKA rádiónavigációs pont felé várták, és miután számos kapcsolatfelvételi próbálkozás sem járt sikerrel, a tokiói légiirányítási központ tájékoztatott több légiirányítási szolgálatot és katonai egységet arról, hogy a KAL 007-et nem tudja elérni, és segítséget kért a kommunikációs kereséshez." |

## Lásd még
- A Korean Air 902-es járatának lelövése